# The Sign (együttes)

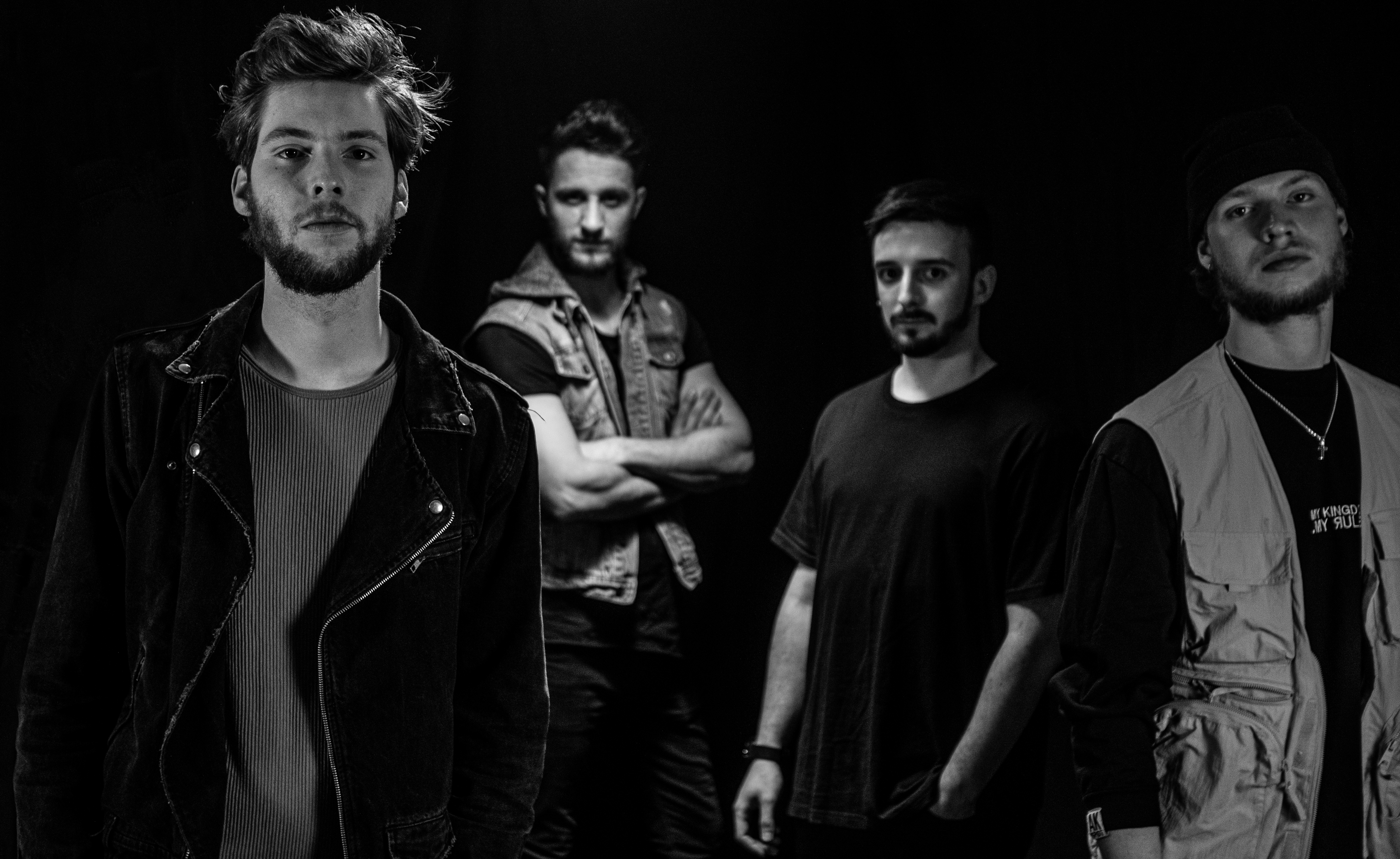

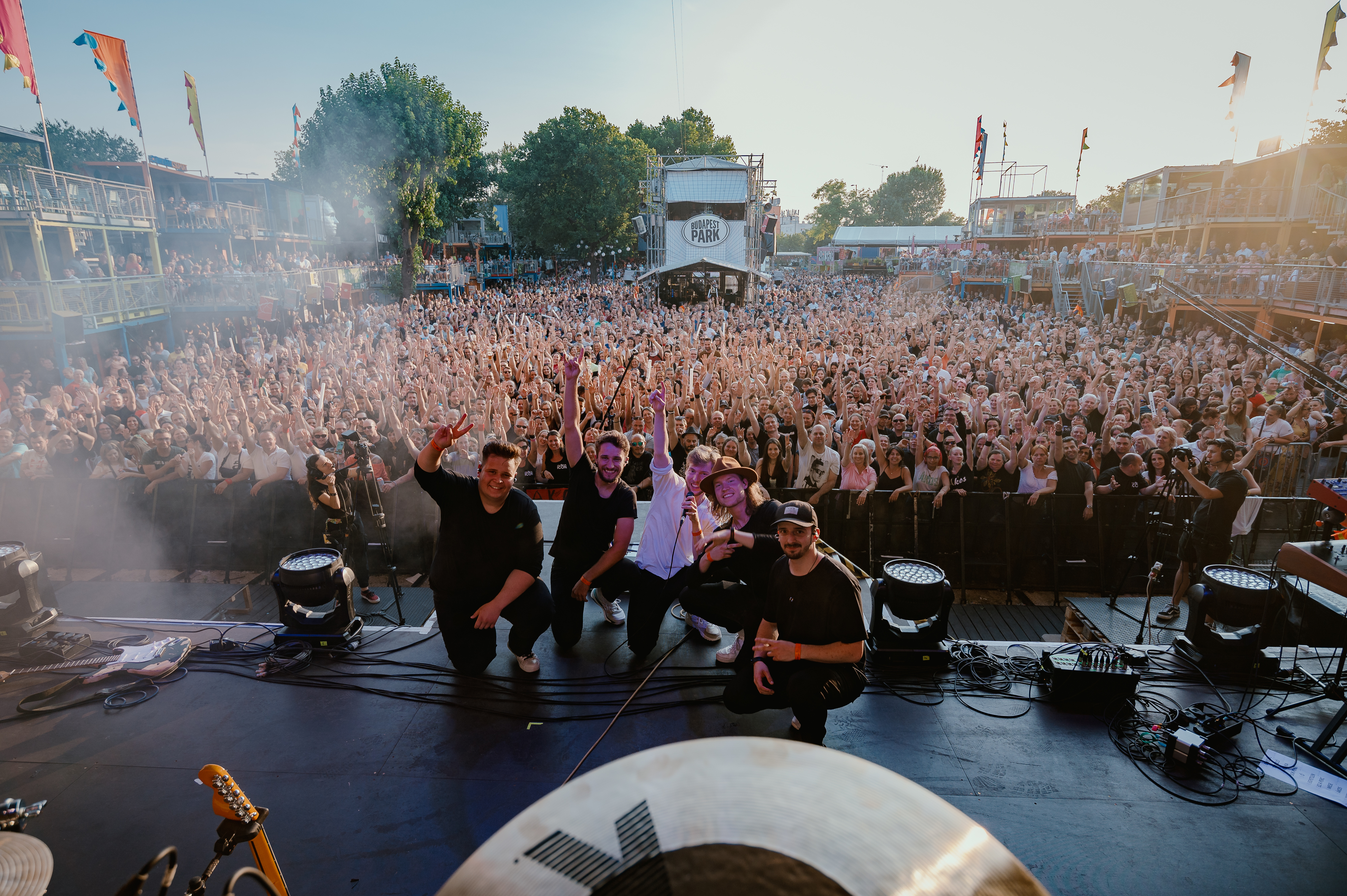
Budapest Park 2021.07.23.

A The Sign magyar könnyűzenei együttes, a 2019-es Eurovíziós Dalfesztivál magyarországi előválogatójának elődöntősei. A zenekar 2012-ben alakult Miskolcon.

## Története
Az alapítók, Czinke Máté, Czinke Dani és Török Dani gyerekkori barátok, hozzájuk csatlakozott Kollár Ábel és Kuli Bálint. 
A csapat többször volt a Margaret Island előzenekara; 2018-ban a Honeybeast tavaszi turnéjának előzenekaraként léptek fel. Egy felkérésre ők írták a Családháló-program hivatalos dalát Családod visszavár címmel. 2018-tól a Magneoton Music Group-pal, a legnagyobb hazai zenei kiadóval állnak szerződésben.
Az együttes első nagylemeze "Többet mond itt minden rólad" címmel jelent meg 2019. április 26-án az Nka támogatásával. Az első dal a lemezről, az Egyetlen már 2017 augusztusában megnyerte a Petőfi Rádió „Saját zenéd” versenyét. A "Többet mond itt minden Rólad" című lemez már a debütálást követő első héten felkerült a MAHASZ Top 40-es listájára.
2018. december 3-án bejelentették, hogy a Duna eurovíziós dalválasztó műsorába, A Dal 2019-be bejutott az Ő című daluk.
2019 februárjában a Tékozló című dalukkal, „legjobb dal” kategóriában megnyerték a „Szikra díjat”, amit a Várkert Bazárban megrendezett ünnepélyes díjátadó műsor keretei közt vehettek át.
2020-ban a szakmai zsűri döntése alapján bejutottak a Hangfoglaló Program és a Szikra Akadémia által támogatottak körébe, amely keretein belül elkészíthették a második nagylemezüket, ami "Mi fedeztük fel Amerikát" címen debütált 2021. április 12-én.
2021 tavaszán Szikra Díj nyertes lett "Legjobb dal" kategóriában az Ez a perc című szerzeményük.
2021. július 23-án Ákos előzenekaraként egy órás koncertet adtak a Budapest Parkban közel 12 ezer ember előtt. 
2021 őszén a TV2 Mintaapák című sorozat harmadik évadának hivatalos főcímdalává választották az Ez a perc című dalukat.
2022. március 30-án Szikra Díj nyertes lett a "Mi fedeztük fel Amerikát" című daluk "Legjobb zenei produkció" kategóriában.
2023-ban a Fejest ugrottam című daluk bejutott a Duna TV dalversenyébe, A DAL 2023 top 40 mezőnyébe. 
A zenekar frontembere, dalszerzője, hangszerelője Czinke Máté emellett aktív zenei producer. Több ismert hazai előadóval dolgozott már, a teljesség igénye nélkül .: Király Linda, Dér Heni, Dr Brs, Johnny K Palmer, Berkes Olivér, Fodor Máté (Soulwave), Nagy Bogi, B Nagy Réka.
A 2020-as ARTISJUS SONGWRITING CAMP részese volt, ahol többségében külföldi (angol, belga, svéd) zeneszerzőkkel, producerekkel dolgozott együtt.
A 2021-es Miskolci Egyetemi napok (MEN) himnuszának producere volt. Felkérték a 2021 őszén megrendezett Nemzetközi Eucharisztikus Kongresszus hivatalos himnuszának szólistájaként. Így Nagy Bogi és Dánielfy Gergő mellett több, mint százezer ember előtt adta elő a Hősök Terén a kongresszus himnuszát, közvetlenül a Pápai Szentmise előtt.

## Külső hivatkozások
- Hivatalos oldal
- Facebook-oldal
- Instagram
- Az Egyetlen videóklip
- Rabmadár videóklip
- Neked szánom videóklip
- Ez a perc videóklip
- Mi fedeztük fel Amerikát videóklip
- Mi fedeztük fel Amerikát album